# 흡입기

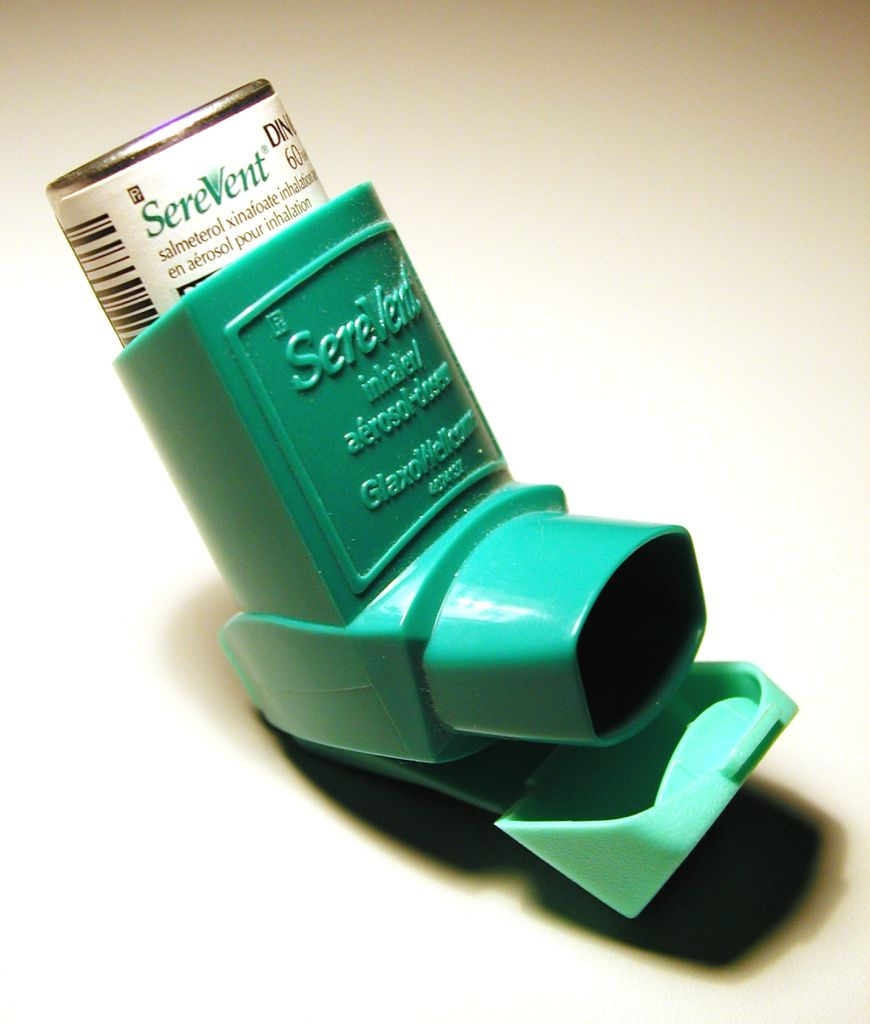

흡입기는 사람이 흡입을 하는 과정에서 약물(흡입제)이 허파로 전달될 수 있도록 하는 의료 기기이다. 약물은 허파로 전달되고 흡수되며 몸의 특정 부위에 약물 치료가 이루어질 수 있게 하고 구강으로 투여되는 약물의 부작용을 줄여준다. 다양한 유형의 흡입기가 있으며 천식, COPD 등 수많은 질환 치료에 흔히 사용된다.